# Теректа
Теректа (рос. Теректа)  — село Усть-Коксинського району, Республіка Алтай Росії. Входить до складу Горбуновського сільського поселення.
Населення —  429 осіб (2015 рік). 